# Tadeusz Wacław Budynkiewicz
Tadeusz Wacław Budynkiewicz (ur. 1 marca 1929 w Lublinie, zm. 20 maja 2017) – polski drukarz–zecer, twórca rzadkich ekslibrisów typograficznych (tzn. powstałych metodą drukarską z czcionek i różnych elementów znajdujących się w kasztach drukarskich).
Ukończył szkołę poligraficzną i całe życie pracował w drukarniach lubelskich w zawodzie zecera.
Telewizja Polska zrealizowała film dokumentalny o Tadeuszu Budynkiewiczu "Między znakami" w reż. Joanny Tomaszewskiej (2010 r.). 
(https://www.youtube.com/watch?v=xOpMmKof0iE)

## Osiągnięcia twórcze
Od 1961 projektował i wykonywał ekslibrisy techniką typograficzną.
Wszystkie prace T. W. Budynkiewicza wykonywane są techniką typograficzną. Mimo dużego ograniczenia zestawem czcionek, są one na bardzo wysokim poziomie artystycznym.
Typografia nie zezwala na gadulstwo, co jest jej wielką zaletą, ale też i pewnym ograniczeniem, dlatego wszystkie ekslibrisy Tadeusza Wacława Budynkiewicza charakteryzują się symetryczną kompozycją, równowagą i przejrzystym układem.
Typografia to trudna technika, autor ma do dyspozycji minimalną liczbę środków wyrazu – materiał drukarski i zestaw czcionek. A jednak tworzy z tego bardzo ciekawe i przejrzyste kompozycje graficzne. Od 1961 do 1998 wykonał ponad 1000 ekslibrisów.
Trzeba pamiętać o jednym ważnym wyznaczniku całej twórczości ekslibrisowej Tadeusza Wacława Budynkiewicza, otóż do współczesnego drukarstwa wprowadza się co roku nowe technologie, które wypierają tradycyjną, solidną w rzemiośle metodę ręcznego składu, tym samym zakres wyposażania kaszt drukarskich zubaża się stale.
Jest ostatnim już w Polsce, a może i na świecie, twórcą stosującym typografię do wykonywania ekslibrisów. A nie ma z tym łatwego zadania. W dobie, kiedy drukarnie i wydawnictwa polikwidowały typografię i zrezygnowały z zecerów i ręcznego składania druków pozbywając się przy tym całego typograficznego wyposażenia w związku z przechodzeniem na techniki cyfrowe, lubelski zecer-typograf sobie tylko znanymi drogami nadal kultywuje tę unikalną już technikę.
Zaprojektował i wykonał prawie 2500 ekslibrisów.
Tematyka jego ekslibrisów jest bardzo szeroka, aż dziw bierze, że zwykłymi znakami drukarskimi można wyczarować tak bogatą fabułę, można tyle, poza tekstem opowiedzieć, można tak celnie, sugestywnie i trafnie, niekiedy z nutką złośliwości, ale też sympatii opisywać ludzi, którym swoje znaki dedykuje. 
Lublin, z którym Budynkiewicz związał całe życie, instytucje i organizacje w nim działające oraz ludzie w nim żyjący, pracujący i działający, zajmują w jego twórczości ekslibrisowej poczesne miejsce. Niesposób wymienić wszystkich lublinian uhonorowanych przez Budynkiewicza znakami własnościowymi książki. Wykonał też ekslibrisy dla osób i instytucji ziemi lubelskiej w: Chełmie, Kazimierzu Dolnym, Nałęczowie i Zamościu.
Brał udział w konkursach i wystawach ekslibrisów w kraju i za granicą. Jego ekslibrisy były wystawiane na 450 wystawach zbiorowych zagranicznych i krajowych.
Brał udział w zagranicznych konkursach na ekslibris m.in.:
- Mińsk – Białoruś 1978
- Jessy – Rumunia 1980
- RFN Frankfurten Buchmsse '84
- XX Międzynarodowy Konkurs Ekslibrisu w Weimarze 1984
- Międzynarodowy Konkurs Ekslibrisu Sint-Wiklaas Belgia 1985
- Międzynarodowy Konkurs na Ekslibris Debreczyn 1989
- II Konkurs Narodowy Stowarzyszenia Kolekcjonerów Szachowych w Londynie 1986
- Internationaler Exlibris Wettbewerb Wiesbaden 1987

W kraju startował m.in. w Międzynarodowym Konkursie na ekslibris o motywach warszawskich „Varsaviana” – Warszawa 1995.
Miał 15 indywidualnych wystaw swoich ekslibrisów w kraju m.in. w Krakowie, Lublinie, Łodzi i Warszawie. Wydano 5 tek z ekslibrisami jego autorstwa.

## Ekslibrisy w zbiorach
Ekslibrisy jego autorstwa znajdują się w zbiorach muzealnych, bibliotecznych oraz prywatnych, w kraju i za granicą m.in.:
- Muzeum Okręgowe w Lublinie
- Muzeum w Malborku
- Muzeum Brytyjskie
- Białoruski Klub Ekslibrisu w Mińsku
- Biblioteka Narodowa w Warszawie
- Biblioteka im. Ossolińskich we Wrocławiu
- Biblioteka im. Hieronima Łopacińskiego w Lublinie

## Nagrody i odznaczenia
- W 1980 za szczególne osiągnięcia w sztuce drukarskiej i edytorskiej otrzymał Wojewódzką Nagrodę Społeczno – Kulturalną województwa lubelskiego.
- W 1983 otrzymał Odznakę Zasłużony Działacz Kultury.

### Nagrody twórcze
- Medal I Krakowskiego Biennale Ekslibrisu – Kraków 1994
- Medal IV Krakowskiego Biennale Ekslibrisu – Kraków 2000.
- Medal III Międzynarodowego Biennale „Varsaviana w ekslibrisie” 1596-1996.
- Medal za udział w IX Międzynarodowym Biennale Ekslibrisu Współczesnego w Malborku 1979.
- Medal za udział w X Międzynarodowym Biennale Ekslibrisu Współczesnego w Malborku 1984.
- Trzecia nagroda w konkursie za zestaw ekslibrisów z okazji 40-lecia powrotu Ziem Północnych i Zachodnich do Macierzy – Złotoryja 1985.
- Wyróżnienie w Międzynarodowym Konkursie na Ekslibris „Starachowice ’90”